# James Vernon le Jeune
James Vernon le Jeune (15 juin 1677 - 17 avril 1756) est un fonctionnaire britannique, courtisan, diplomate et homme politique whig. Il siège à la Chambre des communes de 1708 à 1710. Il est ambassadeur au Danemark de 1702 à 1707.

## Jeunesse
Il est le fils aîné de James Vernon et de son épouse Mary Buck, fille de Sir John Buck, 1er baronnet de Hamby Grange, dans le Lincolnshire. Son père est secrétaire d'État sous Guillaume III. Il fait ses études à Utrecht en 1690, à Rotterdam de 1690 à 1692 et de nouveau à Utrecht de 1696 à 1697 .

## Carrière
En 1691, il est nommé sergent de la manufacture. Il est nommé greffier supplémentaire Conseil privé en 1697. Sa première tentative parlementaire a lieu lors d'une élection partielle en 1698 à Penryn, au cours de laquelle il échoue. Il est valet de la chambre du duc de Gloucester de 1698 à 1700. Par sa proximité avec le duc, il contracte la maladie dont est décédé le duc et met plusieurs mois à se rétablir. À la deuxième élection générale de 1701, lui et son père se présentent à St Mawes, mais échouent à se faire élire. De 1701 à 1702, il est commissaire au sceau privé. En mai 1702, il est élu membre de la Royal Society . Il est envoyé britannique au Danemark 1702-1707  et a été valet de la chambre de prince de Danemark de 1702 à 1708 .
Aux Élections générales britanniques de 1708, il est élu député Whig de Cricklade. Au début de 1709, il appuie la naturalisation des Palatins et vote en 1710 en faveur de la destitution du Dr Sacheverell. Il devient commissaire aux accises en 1710, en compensation du limogeage de son père du poste de caissier de l'Échiquier. Ce poste, d’une valeur de 800 £ par an, l’empêche de se présenter aux élections générales britanniques de 1710.

## Haut fonctionnaire
Vernon quitte la politique et choisit de servir le gouvernement conservateur en tant que fonctionnaire. En 1713, il épouse Arethusa Boyle, fille de Charles Boyle, Lord Clifford de Lanesborough. Lorsque le roi George Ier accède au trône en 1714 et que les Whigs sont au pouvoir, ses antécédents whig le servent. Il conserve non seulement son poste mais est également nommé greffier du Conseil privé en 1715, poste qu'il conserve toute sa vie . En 1716, il redevint commissaire du sceau privé . Il perd son poste à l'accise en 1726 après un désaccord avec Walpole, mais il est restauré en 1728. En 1727, il succède à son père. Sa femme est morte en 1728.
Il consacre ses efforts aux œuvres religieuses et caritatives. Il est un parrain de la fondation de Géorgie et un administrateur de la charité de Bray. Ses fonctions gouvernementales le gardent à Londres, mais en 1733, il achète une propriété à Great Thurlow, dans le Suffolk, pour 15 000 £. Plus tard, il construit des ateliers pour plusieurs paroisses du Suffolk. Il meurt sans descendance le 15 ou 17 avril 1756 et est enterré à Great Thurlow .